# 25時 (1967年の映画)
『25時』（仏: La Vingt-cinquième Heure、伊: La 25ª ora、英: The 25th Hour）は、1967年に公開された映画。C・ビルジル・ゲオルギュによる1949年の小説を原作とし、第二次世界大戦に巻き込まれたルーマニア人の農民夫婦を描く作品。監督はアンリ・ヴェルヌイユ。製作はカルロ・ポンティ。主演はアンソニー・クインとヴィルナ・リージ。

## あらすじ
ルーマニアの農民ヨハン・モリッツは妻スザンナと子どもたちともに幸せに暮らすことを望んでいた。ところが、第二次世界大戦が起こり、警察署長のドブレスコがスザンナほしさにヨハンをユダヤ人と偽って強制労働収容所に送り込んでしまう。さらに悪いことに、ドブレスコはユダヤ人の土地が没収されると称してスザンナに離婚届の署名をさせてしまう。
それからしばらく後、ヨハンに収容所脱走のチャンスが回ってくる。彼はハンガリーに到着した際、パスポートを持っていなかったためスパイとして逮捕され、ハンガリー人の代わりにドイツの工場へ送り込まれる。そこで彼は親衛隊のミュラー大佐と出会い、オレンブルグ収容所の看守の職を得る。1944年、連合軍がオレンブルグ収容所に迫る中、ヨハンはワイマールにある連合軍の前線基地へ逃げ込む。
そして、ヨハンはニューンベルグ裁判にかけられるが、スザンナから送られた手紙により無罪放免となり、妻子と再会を果たす。

## キャスト
| 役名                 | 俳優                     | 日本語吹替                                                                        |
| 役名                 | 俳優                     | NET版                                                                             |
| -------------------- | ------------------------ | --------------------------------------------------------------------------------- |
| ヨハン・モリッツ     | アンソニー・クイン       | 小松方正                                                                          |
| スザンナ・モリッツ   | ヴィルナ・リージ         | 武藤礼子                                                                          |
| トライアン・コルガ   | セルジュ・レジアニ       | 富山敬                                                                            |
| ニコライ・ドブレスコ | グレゴワール・アスラン   | 大木民夫                                                                          |
| 弁護士               | マイケル・レッドグレイヴ | 阪脩                                                                              |
| 検察官               | アレクサンダー・ノックス |                                                                                   |
| コルガ神父           | リアム・レドモンド       | 槐柳二                                                                            |
| ストラル             | マルセル・ダリオ         |                                                                                   |
| デブレスコの兵士     | ジャック・マラン         |                                                                                   |
| ナギー夫人           | フランソワーズ・ロゼー   |                                                                                   |
| 不明 その他          | N/A                      | 野島昭生 上田敏也 青野武 増岡弘 緑川稔 村松康雄 寺島幹夫 筈見純 矢田耕司 若本紀昭 |
| 日本語スタッフ       |                          |                                                                                   |
| 演出                 |                          |                                                                                   |
| 翻訳                 |                          |                                                                                   |
| 効果                 |                          |                                                                                   |
| 調整                 |                          |                                                                                   |
| 制作                 |                          |                                                                                   |
| 解説                 | 解説                     | 淀川長治                                                                          |
| 初回放送             | 初回放送                 | 1975年12月21日 『日曜洋画劇場』                                                   |